# Arena Carioca 1
L'Arena Carioca 1 és una arena al Parc Olímpic de Rio de Janeiro que alberga els esdeveniments de bàsquet, halterofília, lluita olímpica i lluita grecoromana, així com bàsquet en cadira de rodes i rugbi en cadira de rodes en els Jocs Paralímpics d'estiu de 2016 a realitzar-se a la ciutat de Rio de Janeiro (Brasil).

## Construcció
La construcció es va iniciar al juliol de 2013 i abasta 38 mil metres quadrats. La seua capacitat per als jocs és de 16 mil espectadors, i d'estos només 5000 seran permanents en finalitzar els mateixos. La seua façana té una altura de 33 metres d'alt, i la seua forma està inspirada en el paisatge muntanyenc de la ciutat. La pista va ser construïda amb dos tipus de fusta, un per a la pista i un altre diferent per a l'àrea circumdant, així com un sistema per a l'absorció dels cops de l'activitat esportiva. Té 282 sales, 49 banys, vuit vestidors i sis ascensors.
El cost previst estimat per al complex de tres arenes (Carioca 1, Carioca 2 i Carioca 3), el IBC, el MPC, un hotel i l'estructura del Parc Olímpic era de 1,678 mil milions reals brasilers, inclosa part de la iniciativa pública i privada, sent executada entre el Prefeitura de Rio de Janeiro i la iniciativa privada.

## Proves prèvies als jocs
L'obra va ser lliurada el gener de 2016. Van ser realitzats com a esdeveniments pilot el Torneig Internacional de Bàsquet Femení Aquece Riu realitzat del 15 al 17 de gener de 2016 i el Campionat Internacional de Rugbi en cadira de rodes Aquece Rio realitzat del 29 al 31 de gener de 2016.

## Futur de la seu
Quan els jocs acaben formarà part del Centre d'Entrenament Olímpic que és considerat el major llegat per al país després de la realització dels jocs, sent un recinte on seran entrenats atletes en 12 modalitats diferents. El recinte comptarà amb una acadèmia, un auditori, vestidors i àrees mèdiques.